# (12701) Chénier
(12701) Chénier, désignation internationale (12701) Chenier, est un astéroïde de la ceinture principale.

## Description
(12701) Chenier est un astéroïde de la ceinture principale. Il fut découvert le 15 avril 1990 à La Silla par Eric Walter Elst. Il présente une orbite caractérisée par un demi-grand axe de 2,33 UA, une excentricité de 0,17 et une inclinaison de 6,5° par rapport à l'écliptique.

## Compléments